# Lonnie Walker IV

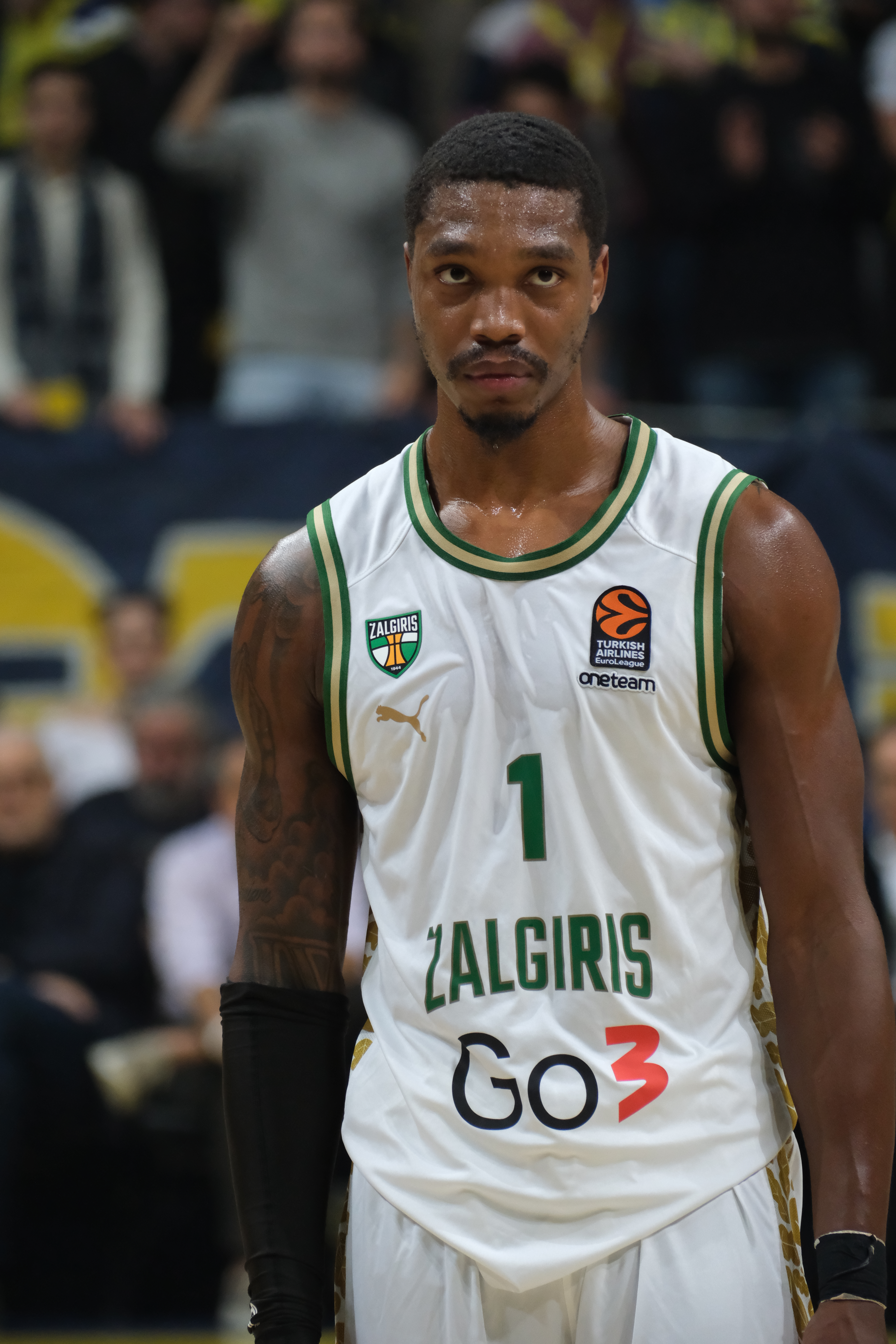
Lonnie Walker IV, 2025.

Lonnie Walker IV, född 14 december 1998 i Reading i Pennsylvania, är en amerikansk professionell basketspelare (SF/SG) som spelar för Philadelphia 76ers i National Basketball Association (NBA). Han har tidigare spelat för San Antonio Spurs, Los Angeles Lakers och Brooklyn Nets.
Walker har tidigare spelat som proffs i Litauen.
Han draftades av San Antonio Spurs i första rundan i 2018 års draft som 18:e spelare totalt.
Innan Walker blev proffs studerade han vid University of Miami och spelade för deras idrottsförening Miami Hurricanes.